# Eye (Suffolk)
Koordinaten: 52° 19′ N, 1° 9′ O
Eye ist eine Marktgemeinde im Distrikt Mittelsuffolk in der Grafschaft Suffolk in Ostengland, die südlich von Diss am Fluss Dove liegt.

## Geschichte

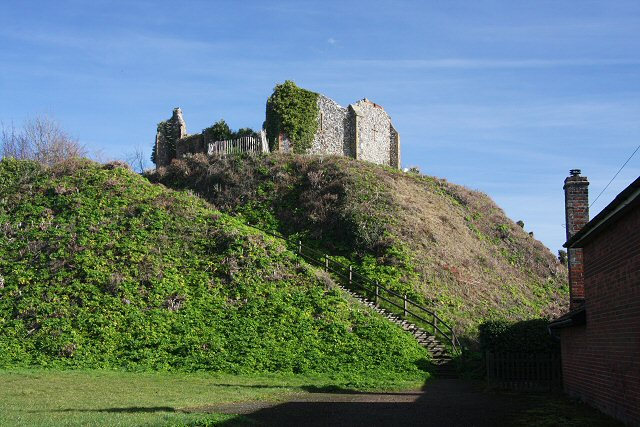
Burgruine von Eye

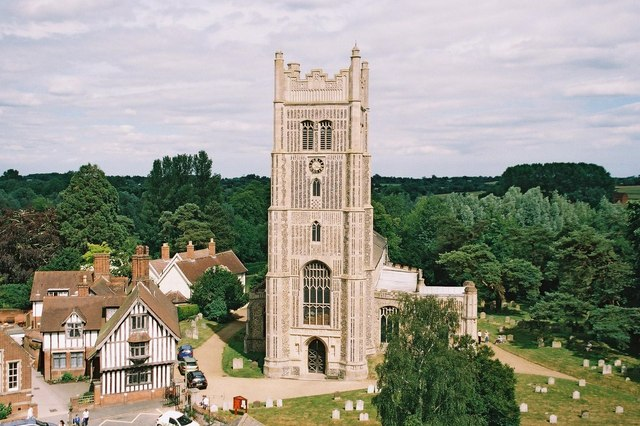
Pfarrkirche St. Peter and Paul

### Von den Anfängen bis zur frühen Neuzeit
Der Name „Eye“ kommt vom altenglischen Wort für ‘Insel’. Man glaubt, dass die erste Besiedelung des Ortes wahrscheinlich vollständig von Wasser und Marschland umgeben war, das vom Fluss Dove im Osten und Südosten, seinem Zufluss im Norden und vom Tiefland (wovon ein Teil heute das Town Moor bildet) im Westen und Süden gebildet wurde. Noch heute ist die Gegend durch den Fluss Dove hochwassergefährdet. Dieser ist ein Zufluss des Waveney, der die Grenze zwischen Suffolk und Norfolk darstellt.
Rund um Eye gibt es Funde aus der Altsteinzeit, der Mittelsteinzeit, der Jungsteinzeit und der Bronzezeit. Die ältesten Beweise für eine Besiedelung stammen jedoch aus der Römerzeit und beinhalten Gebäudereste und Münzen, die auf ca. 365 n. Chr. datiert wurden. Im Jahr 1780 wurde bei Eye ein großer Schatz aus spätrömischer Zeit entdeckt, der jedoch nur spärlich wissenschaftlich dokumentiert ist. Interessant ist, dass nur wenige Kilometer entfernt im Jahr 1992 ein ähnlich großer Schatz aus derselben Zeitepoche nahe der benachbarten Siedlung Hoxne gefunden wurde (Depotfund von Hoxne). Ein großer angelsächsischer Friedhof, der viele Urnen und Gräber mit Beigaben enthält und während des 6. Jahrhunderts in Gebrauch war, wurde 1818 nahe der Waterloo Plantation in Eye ausgegraben.
Im angelsächsischer Zeit war Eye eine der zahlreichen Besitzungen von Edric of Laxfield, einem reichen und einflussreichen Sachsen und drittgrößten Landbesitzer in Suffolk. Nach der Eroberung wurde die Bedeutung der Stadt in der Region gefestigt, als die Honour of Eye an William Malet, einem normannischen Lord aus der Familie Malet, übergeben wurde. Bis 1823 blieb sie in den Händen von königlichen oder adligen Familien. Zwischen 1066 und 1071 erbaute Malet eine Burg und gründete einen Markt, was die Verstädterung der Ansiedlung vorantrieb. 1086/87 gründete Robert Malet, Williams Sohn, das Benediktinerkloster St. Peter, eine Filialkirche der Abtei Bernay in der Normandie.
Eye begann nach 1173 seine strategische Bedeutung zu verlieren, als die Burg während der Rebellion gegen Heinrich II. von Hugh Bigod, 1. Earl of Norfolk, angegriffen wurde. Später erfolgte während des Zweiten Krieges der Barone 1265 ein zweiter Angriff, wonach die Burg nie wieder an die alte Bedeutung anknüpfen konnte. Ihr Gefängnis war bis ins frühe 17. Jahrhundert in Gebrauch, obwohl die meisten Burggebäude während des 14. Jahrhunderts abgerissen wurden. Eine Windmühle, erbaut 1561 bis 1562, stand auf der Motte, bis der kreisförmige falsche Bergfried 1844 errichtet wurde. Seine Ruinen stehen heute noch; die Castle Street und die Church Street zeigen noch die elliptische Form der früheren Stadtmauer.
Seit mindestens 1066 gab es eine Kirche in Eye; die heutige Kirche St. Peter und Paul wurde im 14. Jahrhundert erbaut und gilt als eine der schönsten Kirchen der Grafschaft. Ein Early-English-Portal aus dem 13. Jahrhundert von einem früheren Gebäude wurde in die Kirche aus dem 14. Jahrhundert integriert. Im 15. und wieder im 16. Jahrhundert gab es Perioden weiteren Ausbaus und der Renovierung. 1868 wurde die Kirche von James Colling, einem Londoner Architekten, restauriert. Eine Besonderheit der Kirche ist der herrliche Lettner aus dem späten 15. Jahrhundert, dessen Hochbrett und Kreuz von Ninian Comper 1925 entworfen wurden. Der Lettner soll aus dem Kloster Great Massingham in Norfolk stammen.

### Frühe Neuzeit bis heute
Die früheste Erwähnung von Industrie in Eye erinnert daran, dass 1673 ‘die Beschäftigung von Frauen in dieser Stadt vor allem in der Herstellung von Klöppelspitzen erfolgt’ und später 1830 ‘die untere Klasse der Industriearbeiterinnen sich mit der Herstellung von Spitzen beschäftigt’. Es scheint, dass Eye über viele Jahre das Zentrum der lokalen Spitzenherstellung war; der letzte Spitzenhersteller der Stadt starb 1914. Spitzen waren jedoch nicht die einzige Industrie, die Grafschaftsverzeichnisse listen die vielen Läden und Beschäftigungen der Bevölkerung von Eye im 18. und 19. Jahrhundert auf. Dies umfasste Schmiede, Wagner, Küfer, Uhrmacher, Schneider, Hutmacher und Drucker. Es gab mehrere Schlachthöfe, zwei Brauereien und zwei Spinnereien für Flachs. Eisen- und Blechgießer, Hersteller landwirtschaftlicher Geräte sowie Kirchenglocken-Rahmenzimmerer und -hänger waren noch bis ins 20. Jahrhundert am Werk. An Geschäftsleuten waren 1937 in Eye Auktionatoren, Buchhändler und -drucker, Stiefel- und Schuhmacher, Kerzenzieher, Ärzte, Tuchmacher und Uhrmacher, aber auch Banken, Bäcker, Fleischer und Lebensmittelhändler verzeichnet.
Eye war früher die kleinste Stadt (borough) der Grafschaft, seine Grenzen basierten auf der Urkunde von 1205 von König Johann Ohneland. Die Urkunde wurde 1408 erneuert, und noch weitere Male durch nachfolgende Monarchen. 1885 bewies der Stadtschreiber von Hythe, dass die Originalurkunde Hythe in Kent behandelt; der Irrtum war aus der Ähnlichkeit der frühen englischen Schreibweisen entstanden. Der Irrtum wurde 1950 von Archivisten bestätigt, doch der Stadtstatus wurde nicht widerrufen. 1974 nach einer wurde Eye zu einer Gemeinde (parish) degradiert, behielt aber seinen Stadtrat, einen Bürgermeister und die Stadtinsignien. Von 1571 bis 1832 wählte Eye zwei Parlamentsabgeordnete, nach dem Reformgesetz 1832 bis 1983 einen MP. Danach wurde der Wahlkreis Eye durch den Wahlkreis Zentralsuffolk und Nord-Ipswich ersetzt.
1846 konnte der Stadtrat von Eye nicht erreichen, dass die Eisenbahnlinie London – Norwich durch Eye geführt wurde. Die Linie, die 1849 fertiggestellt wurde, führte stattdessen durch Diss, das wirtschaftlich und an Bevölkerung anwuchs, während Eye stagnierte. Eine Nebenstrecke aus Mellis wurde 1964 fertiggestellt. Heute ist Eye eine kleine Marktgemeinde (market town) mit einer Bevölkerung von etwa 2000 Einwohnern.
Durch die Jahre hatte Eye ein Wildgehege, ein Lepra-Krankenhaus, ein Gefängnis, ein Arbeitshaus, ein David-Fisher-Theater, eine Postherberge mit Postamt, eine Arbeiterhalle, einen Leseraum, ein Zunfthaus, eine Grundschule, zwanzig Gaststätten (inklusive Bierhäuser) und ein Flugfeld, das während des Zweiten Weltkriegs durch die 490th Bombardment Group der United States Army Air Forces genutzt wurde.

### Eye heute
Eye besitzt heute ein Krankenhaus, ein Gesundheitszentrum, drei Schulen einschließlich der Hartismere High School, drei Kirchen, eine Bücherei, eine Polizeiinspektion, eine Feuerwehr, ein Industriegebiet und das frühere Flugfeld, einen British Women’s Institute-Markt und einen Picknickplatz (The Pennings) am Dove-Ufer. Das Town Moors-Erholungsgebiet enthält Sportplätze, Fußballplätze und ein großes Netz von Wanderwegen. Eye betreibt auch eines der kleinsten professionellen Theater im Land, das den Versammlungsraum der früheren Postherberge zum Weißen Löwen beherbergt.
Eye besitzt drei denkmalgeschützte Gebäude 1. Grades: das Gildenhaus (heute ein Privathaus); die Burg und die Kirche St. Peter und Paul. Es gibt sieben Gebäude 2. Grades und 152 Gebäude 3. Grades in der Stadt. Die Eye-Stadthalle, an ausgefallenes und unorthodoxes Gebäude 2. Grades von 1856, war von Edward Buckton Lamb, einem der ‘Rogue-Architekten’ aus dem mittelviktorianischen Zeitalter entworfen worden. Hinter der Stadthalle befindet sich The Queen's Head, die einzig überlebende Gaststätte von einst zwanzig in der Stadt.

## Persönlichkeiten
- Frederick Ashton (1904–1988), Choreograph, wohnte in Eye bis zu seinem Tod
- Tim Giles (* 1980), Fusion- und Jazzmusiker

## Städtepartnerschaft
- Pouzauges, Département Vendée, Frankreich